# محاولة الانقلاب الكتالوني (1936)
كان الانقلاب الكتالوني (1936) بمثابة استيلاء فاشل على السلطة في كتالونيا المتمتعة بالحكم الذاتي، والذي خطط له حزب دولة كتالونيا المستقل. كان المتآمرون يعتزمون إعلان الاستقلال التام لكتالونيا كدولة محايدة في الحرب الأهلية الإسبانية، وتهميش جميع التجمعات السياسية غير المنحازة، وخاصة اللاسلطويين. واعتمدوا على الميليشيات الحزبية والجيش الكتالوني ووحدات الأمن التي اخترقها مسلحو حزب دولة كتالونيا. خُطط للانقلاب في نوفمبر، فقد افترض المتآمرون أن الحكومة المركزية الجمهورية، التي استوعبتها معركة مدريد، لن تكون قادرة على اتخاذ أي إجراء. فشلت المؤامرة بسبب الحركة اللاسلطوية المضادة التي كشفت المخطط وبعض قادته. في إضراب استباقي، اعتقلت خدمات الجنراليتات عددًا قليلًا من المتآمرين، وفر الآخرون إلى فرنسا. تهمش حزب دولة كتالونيا، في حين ضمن الاتحاد الوطني للعمل والاتحاد الأيبيري اللاسلطوي موقعهما المهيمن في كتالونيا. ما تزال محاولة الانقلاب ضعيفة البحث وغير معروفة إلى حد ما. يناقشها المؤرخون على خلفية الفاشية الكتالونية.

## خلفية
منذ أواخر القرن التاسع عشر، ظهرت على طول التجمعات السياسية التقليدية (المحافظون والليبراليون والكارليون والجمهوريون) تيارات جديدة في كتالونيا: الاشتراكيون والشيوعيون واللاسلطويون والقوميون الكتالونيون. ازدادت شعبية اللاسلطويين والقوميين الكتالونيين، إذ تداخل أساسهم الاجتماعي جزئيًا، على الرغم من اتهام اللاسلطويين بالبروليتاريا الحضرية في الغالب، بينما مال الكتالونيون إلى اكتساب ديناميكيات بين الطبقات المتوسطة الدنيا. وبينما كانوا يتنافسون في مجال التعبئة الشعبية، اتبعوا نفس المسار المناهض للنظام واليساري. بعد سقوط النظام الملكي في عام 1931، تقاربت تيارات مختلفة من الكتالونية فيما عُرف باليسار الجمهوري لكتالونيا، الذي شكل هيكل الحزب القومي والفدرالي من اليسار المتوسط تحت قيادة اليساري المستقل فرانسيس ماكيا، والذي سيطر على البرلمان الكتالوني المستقل. ركز اللاسلطويون، الذين قاطعوا أي إجراء انتخابي بشكل افتراضي، على توسيع نقابتهم العمالية الوطنية (الكونفدرالية الوطنية دي تراباجو). اشتبكت هياكلهم بنشاط ضد الدولة، وفي أواخر عام 1933 بدأوا أعمال تمرد في بعض أجزاء كتالونيا.
في أكتوبر 1934، اجتاحت الاضطرابات الثورية أجزاء من شمال إسبانيا. شاركت الجنراليتات الكتالونية في الثورة وأعلنت «دولة كتالونية في الجمهورية الاتحادية الإسبانية». لم يفعل اللاسلطويون شيئًا لدعم قضيتهم، لكنهم جاهدوا لدعم نقابيتهم اللاسلطوية بدلًا من ذلك. قمعت الحكومة المستقلة التي تسيطر عليها هيئة الإنصاف والمصالحة في الجنراليتات المجموعات اللاسلطوية. كان النفور المتبادل بين الاثنين يقترب بالفعل من العداء في أعقاب اندلاع أعمال العنف. خلال الانتخابات العامة في فبراير 1936، قرر اللاسلطويون بتردد دعم تحالف الجبهة الشعبية، ولكن سرعان ما أفسحت الهدنة الطريق للتوتر. في أبريل، قتلت فرقة الاغتيال اللاسلطوية ميكيل باديا، الذي نظم ونفذ في عام 1934 الحملة القمعية ضد الكونفدرالية. انقسم الكتالونيون أنفسهم بشكل متزايد حول السياسة تجاه الحكومة المركزية واليسار الراديكالي. وانتقد كثيرون الجنراليتات بسبب التهدئة وطالبوا بموقف أكثر حسمًا. في مايو 1936، ترك حزب دولة كتالونيا التي كانت تشكل جزءًا من اليسار الجمهوري لكتالونيا الاتحاد.